# Tratatul Gruber-De Gasperi
Tratatul Gruber-De Gasperi a fost un tratat bilateral semnat de către Karl Gruber (ministrul de externe al Austriei) și Alcide De Gasperi (prim-ministrul Italiei) la 5 septembrie 1946. Recunoscut de legislația internațională, tratatul a acordat populației germane a Provinciei Autonome Bolzano dreptul la autonomie și la păstrarea identității și obiceiurilor sale culturale. De asemenea, a recunoscut limba germană și limba italiană ca limbi oficiale.
Locuitorilor le-a fost acordat dreptul de a se întoarce la numele inițiale de familie, care au fost abandonate de mulți cetățeni ca urmare a programului de asimilare forțată din timpul fascismului italian. 